# آتنیوم
آتنیوم (فنلاندی: Senaatti-kiinteistöt) یک موزه هنری در هلسینکی فنلاند و یکی از سه موزه‌ای است که تشکیل‌دهنده گالری ملی فنلاند هستند.